# Boues
El Boues es un afluente, por la margen derecha, del río Arros, en Gascuña, la región de Occitania en el suroeste de Francia, en la cuenca del Adour.

## Geografía
El Boues se forma en la meseta de Lannemezan cerca de Capvern (al oeste de Lannemezan), donde se suministra a 350 l/s a través del canal del Neste. Su estrecho valle, de orientación sur-norte, linda con el de Arros con el que confluye río abajo de Marciac. su longitud es de 62,5 km.

## Departamentos y municipios cruzados
- Altos Pirineos: Capvern, Lutilhous, Bernadets-Dessus, Sère-Rustaing, Vidou.
- Gers: Miélan, Tillac, Marciac.

## Principales afluentes
- (G) el arroyo Cabournieu, aguas abajo de Monlezun, procedente de Puntoûs de Laguian, por el lago Monpardiac .
  - (G) el arroyo del Mont de Sart
- (G) los Laüs o Lahus,[2] 21 km , aguas abajo de Marciac, desde el bosque de Betplan .